# Международные отношения (издательство)
«Международные отношения» — советское и российское специализированное издательство, Москва. Входило в систему Госкомиздата СССР.

## История
Основано в 1957 году как издательство МГИМО МИД СССР.
В 1963 году было переименовано в «Международные отношения».

## Издательская деятельность
В советский период выпускало литературу по внешней политике и дипломатии, современным международным отношениям и их истории, международному праву, учебные пособия в помощь изучающим иностранные языки.
В 1977 году было выпущено 64 книги и брошюры тиражом около 1,6 миллиона экземпляров.
В 1979 году было выпущено 77 книг и брошюр тиражом свыше 1,8 миллиона экземпляров.
На протяжении ряда десятилетий издательство является одним из главных публикаторов архивных документов Министерства иностранных дел. (Заметная публикация последнего времени — двухтомный сборник документов «Советско-американские отношения. Годы разрядки»)
Все эти годы одним из главных направлений остаётся выпуск учебной литературы, в том числе базовых учебников для вузов, действующих на протяжении многих лет. В качестве примера таких изданий по различным научным дисциплинам можно назвать:
- курс «Международное право», «Международное частное право», а также «Гражданское и торговое право зарубежных государств» в 2 томах;
- «Международная экономика» в 2 томах; «История внешней политики России (с древних времен до 1917 года) в 5 томах;
- «История международных отношений» в 3 томах; «Мировая политика после Второй мировой войны».

Сейчас издательство занимает ведущие позиции в стране по выпуску литературы международной тематики. Широкая известность и авторитет издательства обеспечиваются, прежде всего, выпуском высококачественных профессиональных книг, рассчитанных на самого взыскательного читателя.
Общее количество названий выпущенных издательством книг превышает 3,5 тысячи.

## Книжные серии
- Из истории дипломатии
- История внешней политики зарубежных стран
- Лица современной политики
- Секретные миссии